# Scotinomys
Scotinomys is een geslacht van zoogdieren uit de familie van de Cricetidae. De wetenschappelijke naam van het geslacht werd in 1913 gepubliceerd door Oldfield Thomas. 

## Soorten
Er worden 2 soorten in dit geslacht geplaatst:
- Scotinomys teguina (Alston, 1877)
- Scotinomys xerampelinus (Bangs, 1902)